# Souliko Nithaël
 (février 2025).
La mise en forme du texte ne suit pas les recommandations de Wikipédia : il faut le « wikifier ».
Les points d'amélioration suivants sont les cas les plus fréquents :
- Les titres sont pré-formatés par le logiciel. Ils ne sont ni en capitales, ni en gras.
- Le texte ne doit pas être écrit en capitales (les noms de famille non plus), ni en gras, ni en italique, ni en « petit »…
- Le gras n'est utilisé que pour surligner le titre de l'article dans l'introduction, une seule fois.
- L'italique est rarement utilisé : mots en langue étrangère, titres d'œuvres, noms de bateaux, etc.
- Les citations ne sont pas en italique mais en corps de texte normal. Elles sont entourées par des guillemets français : « et ».
- Les listes à puces sont à éviter, des paragraphes rédigés étant largement préférés. Les tableaux sont à réserver à la présentation de données structurées (résultats, etc.).
- Les appels de note de bas de page (petits chiffres en exposant, introduits par l'outil «  Source ») sont à placer entre la fin de phrase et le point final[comme ça].
- Les liens internes (vers d'autres articles de Wikipédia) sont à choisir avec parcimonie. Créez des liens vers des articles approfondissant le sujet. Les termes génériques sans rapport avec le sujet sont à éviter, ainsi que les répétitions de liens vers un même terme.
- Les liens externes sont à placer uniquement dans une section « Liens externes », à la fin de l'article. Ces liens sont à choisir avec parcimonie suivant les règles définies. Si un lien sert de source à l'article, son insertion dans le texte est à faire par les notes de bas de page.
- La présentation des références doit suivre les conventions bibliographiques. Il est recommandé d'utiliser les modèles {{Ouvrage}}, {{Chapitre}}, {{Article}}, {{Lien web}} et/ou {{Bibliographie}}. Le mode d'édition visuel peut mettre en forme automatiquement les références.
- Insérer une infobox (cadre d'informations à droite) n'est pas obligatoire pour parachever la mise en page.

Pour une aide détaillée, merci de consulter Aide:Wikification.
Si vous pensez que ces points ont été résolus, vous pouvez retirer ce bandeau et améliorer la mise en forme d'un autre article.
 (juillet 2025).
Souliko Nithaël, de son vrai nom Marthe du Rouchet, est une écrivaine, poétesse et auteure-compositrice-interprète française, née le 13 février 1958 à Port-Gentil (Gabon). D'origine géorgienne, elle s'engage dès son plus jeune âge dans la protection de la nature et la reconnaissance des droits des animaux.

## Biographie

### Jeunesse et formation
Souliko Nithaël passe ses premières années en Afrique avant de s'installer en France avec sa mère. Dès son adolescence, elle se passionne pour la musique et la poésie, se produisant sur des scènes de cabarets et cafés-théâtres parisiens. Elle suit une formation au Cours Simon ainsi qu'au Conservatoire International de Musique.
Dans une biographie qui lui est consacrée, Nathalie Viel relate une enfance marquée par des épreuves, évoquées également par le prêtre Guy Gilbert dans sa préfaceNathalie Viel, Souliko, une voix, un cri, Éditions du Cerf, 1994 (lire en ligne), Préface de Guy Gilbert.

### Parcours artistique
En 1990, elle découvre le livre Histoire d’une âme de Thérèse de Lisieux, ce qui la conduit à un pèlerinage à Lisieux en juin 1991 et à sa conversion au catholicisme. Cette rencontre spirituelle influence son travail musical. En 1992, elle publie L’Amour est tout... à Sainte-Thérèse de Lisieux, un album mettant en musique la poésie de Sainte-Thérèse de Lisieux, qu’elle interprète en France, au Québec et à travers le monde« Hommage à Thérèse », Famille Chrétienne,‎ 7 mai 1992 (ISSN 0154-6821, lire en ligne).
Le 16 mars 1993, elle rencontre le pape Jean-Paul II lors d'une audience privée au Vatican« Photographie de la rencontre entre Souliko et le Pape Jean-Paul II » [PDF]. Son œuvre est régulièrement diffusée sur Radio Notre Dame, notamment par Chantal Bally.

### Engagements et militantisme
En 1996, elle lance l’album Protégeons l’Enfance en faveur de la protection des enfants. Son engagement est salué par la Reine Fabiola de BelgiqueGille Claeys, secrétaire de la Reine Fabiola, Lettre d'encouragement de la Reine Fabiola, 10 septembre 1998 (lire en ligne), par la ministre de la culture de Géorgie Cécille Goguiberidze en 2001 et par le ministre de la culture de France Jean-Jacques Aillagon en 2002.
En 2007, elle plaide pour la reconnaissance de l'homosexualité dans l’Église catholique avec son CD Poésie de France et la publication de deux poèmes dans Lesbia Magazine« Vive les chanteuses : Poésie de France », Lesbia Magazine, no 272,‎ octobre 2007 (ISSN 0754-944X, lire en ligne).
En 2023, elle publie l’album Gospels pour la Nature, mettant en musique des poèmes extraits de son recueil Élévation, et reçoit un courrier honorifique du Pape François(fr + en) Pape François, « Réponse du Vatican »  [PDF].

## Discographie
- 1992 : L’Amour est tout… à Sainte-Thérèse de Lisieux, Studio SM
- 2023 : Gospels pour la Nature, Améthyste

## Publications
- 1992 : L’Amour est tout, éd. Studio SM
- 1994 : Souliko, une voix, un cri, éd. du Cerf
- 2001 : Dans la Nacre des Anges, éd. Librairie-Galerie-Racine
- 2006 : Chansons, éd. Librairie-Galerie-Racine
- 2012 : Les Partitions, éd. Librairie-Galerie-Racine
- 2017 : Nouvelles du Revenir, éd. Librairie-Galerie-Racine
- 2020 : Élévation, éd. Librairie-Galerie-Racine

## Filmographie
- 1994 : Souliko, une voix, un cri, VHS, Les Films de la Montgolfière